# 시구엔사 대성당

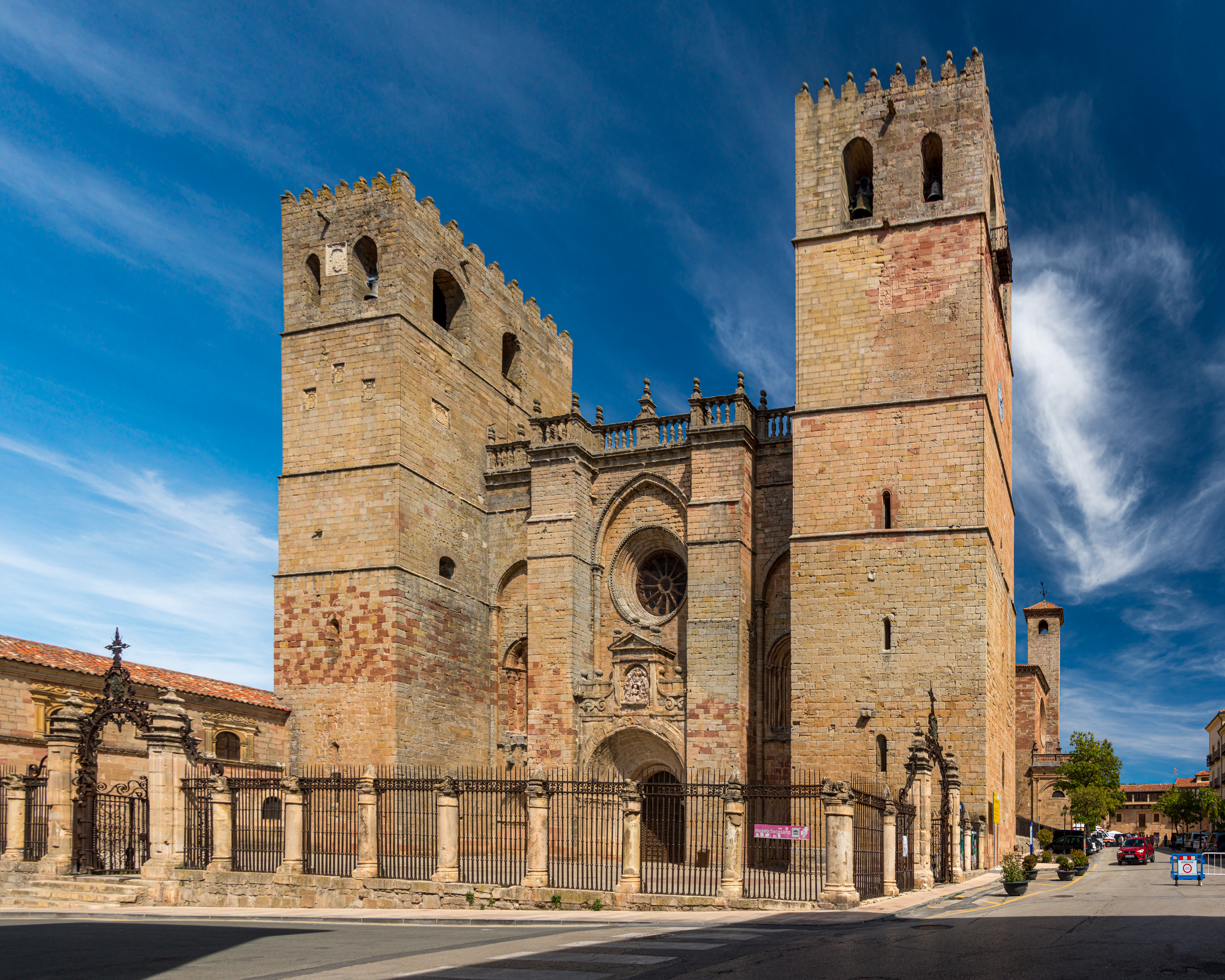
시구엔사 대성당

시구엔사 대성당, 공식적으로 성 마리아 대성당(스페인어: Catedral de Santa María 카테드랄 데 산타 마리아[*])은 스페인 카스티야라만차주 과달라하라도 시구엔사에 있는 로마 가톨릭 대성당이다. 고딕 양식의 중앙 본당은 15세기에 지어졌다. 16세기에 로마네스크 양식의 측면 애프스는 회랑을 짓기 위해 해체하였다.